# Ferry Mesman

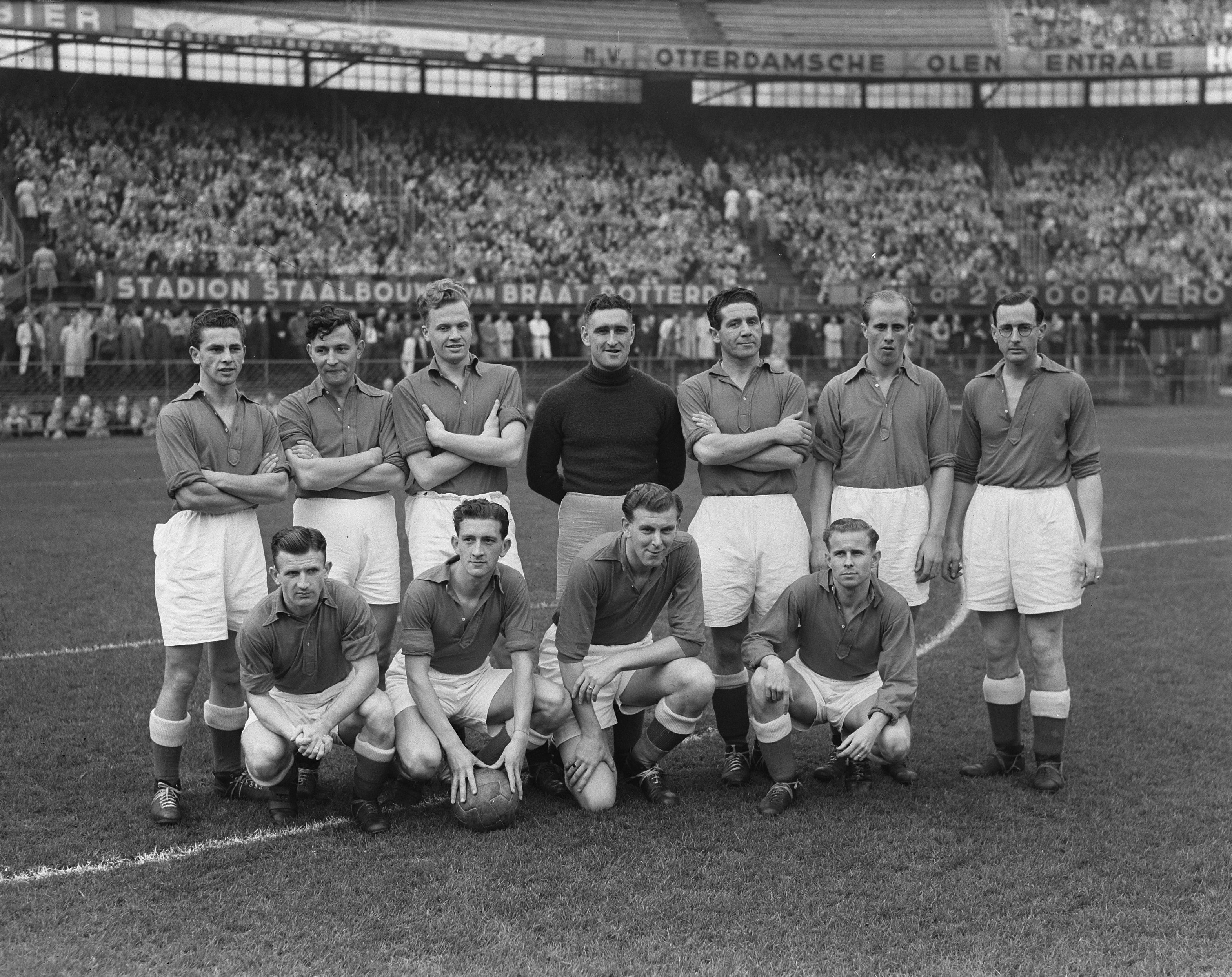
Mesman (st., 2er von rechts) mit der Nationalmannschaft (1950)

Ferry Mesman (* 12. Februar 1925; † 20. Oktober 2003) war ein niederländischer Fußballspieler.
Mesman spielte Anfang der 1950er Jahre für den FC Blauw Wit aus Amsterdam, mit dem er in der Saison 1949/50 Meister der höchsten Spielklasse und in der Finalrunde um die niederländische Meisterschaft Zweiter hinter Limburgia Brunssum wurde; in der folgenden Saison wiederholte Blauw-Wit die Meisterschaft und drang erneut in die Meisterschaftsendrunde vor. Mesman wurde später Profi und machte von 1956 bis 1960 104 Spiele in der Eredivisie, die ersten zwei Jahre für BVC Amsterdam und nach der Fusion von BVC und Door Wilskracht Sterk (DWS) für DWS/A.
Gemeinsam mit seinem Vereinskameraden, Torhüter Herman van Raalte, der bereits 1948 sein einziges Länderspiel gemacht hatte, gehörte Mesman zum Kader von Bondscoach Jaap van der Leck für das Freundschaftsspiel in Basel am 15. Oktober 1950. Während van Raalte gegen die Schweiz erneut Piet Kraak den Vortritt lassen und mit einem Platz auf der Bank vorliebnehmen musste, durfte Verteidiger Mesman von Beginn an spielen. Beim Stand von 4:4 wurde er jedoch in der 65. Minute gegen Frans van der Klink ausgewechselt, der so ebenfalls zu seinem einzigen Länderspieleinsatz kam; die Schweiz gewann das Match mit 7:5. Neben Mesman und van der Klink debütierten in diesem Spiel auch Frits de Graaf und Noud van Melis, die auch jeweils einen der niederländischen Treffer beitrugen. Mesman gehörte weiter zum erweiterten Kader der Niederlande und saß auch 1955 bei einem Länderspiel gegen Dänemark noch auf der Ersatzbank.